# ديريك دونكان
ديريك دونكان (بالإنجليزية: Derek Duncan)‏ (23 أبريل 1987 في المملكة المتحدة - ) هو لاعب كرة قدم بريطاني في مركز جناح ‏. لعب مع إبسفليت يونايتد ونادي ليتون أورينت ونادي ليويس وميدنهد يونايتد ‏ ونادي وكينغ وإيه أف سي ويمبلدون وويكمب وندررز وThamesmead Town F.C. ‏ وغرايز أتلاتيك ‏.

## وصلات خارجية
- ديريك دونكان على موقع قاعدة بيانات كرة القدم.إي يو (الإنجليزية)
- ديريك دونكان على موقع Soccerbase.com (لاعب) (الإنجليزية)
- ديريك دونكان على موقع Soccerway.com (الإنجليزية)